# Virginia Gay
Virginia Gay es una actriz australiana, más conocida por haber interpretado a Gabrielle Jager en la serie All Saints y a Frances James en la serie Winners & Losers.

## Biografía
Virginia creció al oeste de Sídney, es hija de Penelope. Vivió en Inglaterra mientras su madre investigaba acerca de la literatura inglesa. Desarrolló un gusto por las artes desde muy temprana edad mientras sus padres como aficionados se involucraban en teatro. 
En 1999 se graduó del Newtown High School de Artes Escénicas, en Newtown, Sídney, Nueva Gales del Sur, Australia.
En 2005 se graduó de la Academia de Australia Occidental de Artes Escénicas WAAPA (en inglés: Western Australian Academy of Performing Arts WAAPA), en Perth, Australia Occidental, con un diploma avanzado en artes escénicas. Ganó el prestigioso premio "Sangora Education Foundation Award". También ganó el Coles Myer Institute Vocational Studet, después en septiembre de 2005 fue a representar a Australia Occidental como finalista en los premios Australian Training Awards en Perth. En junio de 2008, Virginia fue víctima de un violento asalto y golpeada repetidamente en la cara, luego de que dos hombres se le acercaron por detrás y le exigieron su bolsa, en el suburbio de Marrickville en Sídney. En octubre de 2008 fue parte del elenco de un concierto de deseos musicales en apoyo al cáncer de mama.

## Carrera
En 2005 apareció en la película Once Upon a Time. Un año después apareció en Violet donde interpretó a Jessica y en la serie de televisión The Team donde igual fue la escritora. En 2008 apareció en la película Winners & Losers. En 2008 apareció en el reality de canto It Takes Two, su pareja fue el cantante Ian Moss, de Cold Chisel fame, a pesar llegar a las últimas tres parejas quedaron en la tercera posición. Ambos hicieron historia al obtener un puntuación de 10 en su primera actuación en el show. Entre febrero y marzo de 2009, se le pidió que reemplazara a Courtney Act en el papel de Shane Jenek en la producción de "Gentlemen Prefer Blokes" para el festival de Mardi Gras, ya que Courtney se había lesionado una pierna mientras esquiaba. Desde 2006 hasta 2009, interpretó a la enfermera Gabrielle Jaeger en la exitosa serie australiana All Saints. Virginia había audicionado para el papel de Ricky sin éxito, pero impresionó tanto a los directores que después de graduarse del Drama School, la llamaron para que audicionara para el papel de Gabrielle, personaje que fue escrito especialmente para ella y el cual obtuvo.
En 2011 se unió al elenco principal del drama Winners & Losers, donde interpretó a la abogada Frances James hasta el final de la serie el 12 de septiembre de 2016.

## Filmografía

### Series de televisión
| Año         | Título           | Personaje        | Notas         |
| ----------- | ---------------- | ---------------- | ------------- |
| 2011 - 2016 | Winners & Losers | Frances James    | 109 episodios |
| 2006 - 2009 | All Saints       | Gabrielle Jaeger | 137 episodios |

### Películas
| Año  | Título           | Personaje        | Notas                               |
| ---- | ---------------- | ---------------- | ----------------------------------- |
| 2011 | Some Say Love    | Parte del Elenco | junto a Stephen Curry y Roz Hammond |
| 2008 | Winners & Losers | Alison Atkinson  | corto - junto a Paul Tassone        |
| 2006 | The Team         | Virginia         | prestó su voz para el personaje     |
| 2006 | Violet           | Mujer en el Baño | corto                               |
| 2005 | Once Upon a Time | Gabriella        | corto                               |

### Escritora
| Año  | Título   |
| ---- | -------- |
| 2006 | The Team |

### Apariciones
| Año  | Programa     | Notas                                                         |
| ---- | ------------ | ------------------------------------------------------------- |
| 2008 | It Takes Two | concursante - quedó en tercer lugar con su compañero Ian Moss |
| 2007 | Theleton     | episodio del 13 de octubre                                    |

### Teatro
| Año        | Obra                               | Personaje | Director (a)      | Teatro               | Notas                                                         |
| ---------- | ---------------------------------- | --------- | ----------------- | -------------------- | ------------------------------------------------------------- |
| 2012       | The Producers                      | -         | Andrew Hallsworth | Statae Theatre       | junto a Emma Clark, Brent Hill, Nicole Melloy & David Spencer |
| 2008, 2011 | Breast Wishes                      | -         | Jason Langley     | Sydney Theatre       | junto a Valerie Bader & Lisa Hewitt                           |
| 2010       | The Wharf Revue-Pennies from Kevin | -         | -                 | Glen St. Theatre     | junto a Jonathan Biggins, Drew Forsythe & Phillip Scott       |
| 2009       | Showqueen                          | -         | -                 | -                    | junto a Marika Aubrey, Marney McQueen & Alex Rathgeber        |
| 2009       | Gentlemen Prefer Blokes            | -         | -                 | -                    | -                                                             |
| 2007       | Puppets Versus Breast Cancer       | -         | -                 | -                    | junto a Cale Bain, Daniel Cordeaux & Nicola Parry             |
| 2006       | The Rood Screen                    | -         | Anna Messariti    | Darlinghurst Theatre | junto a Amelia Kerr, Christina O'Neill & Rebecca Verrier      |
| 2005       | The Tempest                        | -         | Kate Cherry       | Stables Theatre      | junto a Ian Meadows, Natalie Hoover & Penelope Jonas          |
| 2005       | Electra                            | -         | Gillian Jones     | New Theatre          | junto a Ian Meadows & Renato Fabretti                         |